# Fly to the Rainbow
Fly to the Rainbow – drugi album studyjny Scorpions wydany 7 października 1974 roku przez wytwórnię RCA Victor

## Lista utworów
Źródło
| 1. | „Speedy's Coming” (Klaus Meine, Rudolf Schenker) | 3:33  |
|    |                                                  |       |
| 2. | „They Need a Million” (Meine, R. Schenker)       | 4:50  |
|    |                                                  |       |
| 3. | „Drifting Sun” (Uli Jon Roth)                    | 7:40  |
|    |                                                  |       |
| 4. | „Fly People Fly” (Meine, Michael Schenker)       | 5:02  |
|    |                                                  |       |
| 5. | „This Is My Song” (Meine, R. Schenker)           | 4:14  |
|    |                                                  |       |
| 6. | „Far Away” (Meine, R. Schenker, M. Schenker)     | 5:39  |
|    |                                                  |       |
| 7. | „Fly to the Rainbow” (Roth, M. Schenker)         | 9:32  |
|    |                                                  |       |
|    |                                                  | 40:30 |
|    |                                                  |       |

## Twórcy
Źródło
| Scorpions w składzie - Klaus Meine – wokal - Rudolf Schenker – gitara rytmiczna, wokal (2) - Ulrich Roth – gitara prowadząca, wokal (3), gitara basowa (5, 6) - Francis Buchholz – gitara basowa - Jürgen Rosenthal – perkusja | Gościnnie - Achim Kirschning – syntezator, organy, melotron Personel - Reinhold Mack – producent - Horst Andritschke – inżynier dźwięku |